# چهارم افزوده

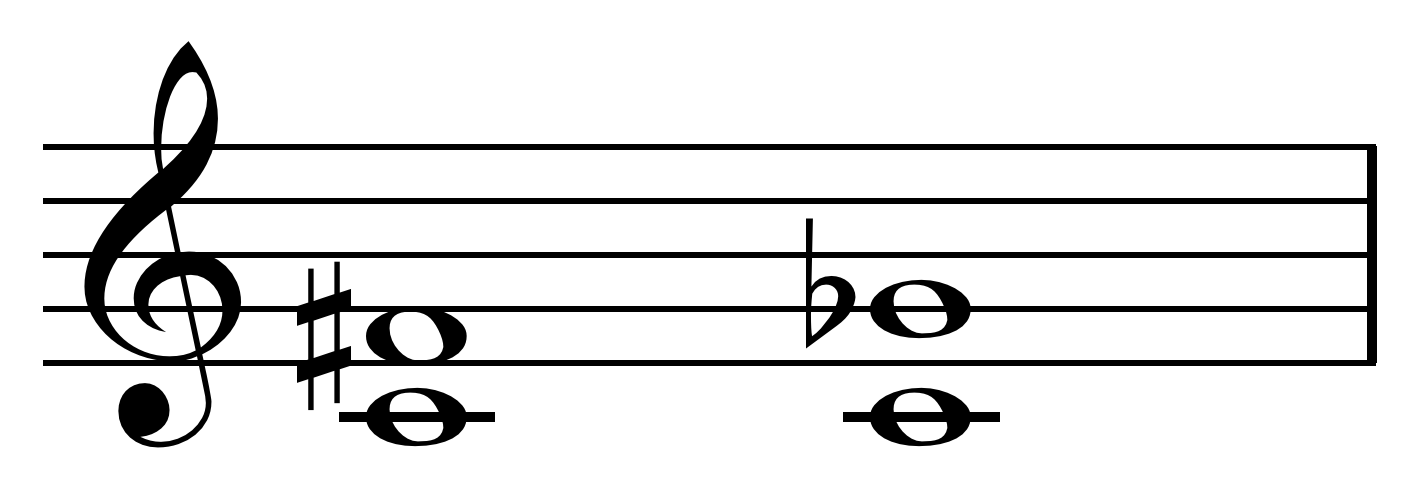
فاصلهٔ چهارم افزوده بین نت دو و فا دیز، و فاصلهٔ پنجم کاسته بین نت دو و سل بمل، مترادف هستند؛ در اعتدال مساوی هر دو ۶۰۰ سنت اندازه دارند..

چهارم افزوده یا پنجم کاسته فاصله‌ای در موسیقی است که شامل سه پرده کامل است. از همین رو به این فاصله ترایتون (به انگلیسی: tritone، ترکیب tri به معنی سه و tone به معنی پرده) هم گفته می‌شود. برای مثال فاصلهٔ بین نت فا با نت سی که پس از آن می‌آید، یک چهارم افزوده‌است چرا که شامل سه پرده است: فا تا سل، سل تا لا، لا تا سی.

## شرح نظری
در یک گام دیاتونیک، هر اکتاو تنها شامل یک فاصلهٔ چهارم افزوده‌است. برای نمونه، فاصلهٔ بین نت فا تا سی که در بالا ذکر شد، تنها فاصلهٔ چهارم افزوده‌ای است که در گام دو ماژور دیده می‌شود. از آنجا که فاصلهٔ چهارم افزوده از نظر اندازه با معکوس خود هم‌اندازه است (هر دو، سه پرده طول دارند) در نتیجه در هر گامی هر جا که فاصلهٔ چهارم افزوده دیده شود، معکوس آن نیز (پنجم کاسته) دیده می‌شود؛ در مثال بالا، فاصله بین نت سی تا نت فا که پس از آن می‌آید، یک فاصلهٔ پنجم کاسته‌است.
در اعتدال مساوی، فاصلهٔ چهارم افزوده اکتاو را دقیقاً به دو نیمهٔ مساوی تقسیم می‌کند: هر اکتاو ۱۲۰۰ سنت اندازه‌گیری می‌شود و هر فاصلهٔ چهارم افزوده در اعتدال مساوی ۶۰۰ سنت طول دارد.

## کیفیت صدا
فاصلهٔ چهارم افزوده یک فاصلهٔ ناآرام دانسته می‌شود و در موسیقی غربی تا قرون وسطی از به کار گرفتن این فاصله پرهیز می‌شده‌است، چنان‌که که آن را «شیطان در موسیقی» (انگلیسی: the Devil in music, لاتین: diabolus in musica) می‌نامیدند.